# Guitar Improvisation 2
Guitar Improvisation #2 è il decimo album in studio del musicista canadese Devin Townsend, pubblicato il 14 giugno 2020 dalla HevyDevy Records.

## Descrizione
Si tratta della seconda delle tre improvvisazioni strumentali eseguite da Towsend con la chitarra e realizzate con il semplice scopo di essere musica di sottofondo. Secondo lo stesso artista, l'ispirazione legata a questo disco è la concezione dell'universo:
Nel 2023 l'album è stato ripubblicato con il nuovo titolo Sky Gods come parte del progetto ambient DreamPeace creato dallo stesso artista. Le differenze, oltre al titolo, risiedono nella copertina e nella lista tracce, dove la composizione risulta spezzata in dieci brani distinti.

## Tracce
1. Guitar Improvisation #2 – 63:67